# 丹尼爾·埃瑞克·戈德
丹尼爾·埃瑞克·戈德（英語：Daniel Eric Gold，1975年9月19日—）是美國的一位演員，曾經出演過世界大戰等電影，亦出演電視劇和廣告。戈德現在居住在紐約布魯克林。

## 外部連結
- 丹尼爾·埃瑞克·戈德在互联网电影资料库（IMDb）上的資料（英文）